# Кошуйолу
Кошуйолу (на турски: Koşuyolu) е квартал в район Кадъкьой в Истанбул, Турция. Населението му е 6739 души (2023). Намира се от анадолската страна на града.